# Чемпіонат Швеції з хокею 1934
 Чемпіонат Швеції з хокею: 1934 — 13-й сезон турніру з хокею з шайбою, який проводився за кубковою системою. 
Переможцем змагань став клуб АІК Стокгольм.

## Турнір

### Перший раунд
- «Карлбергс» БК (Стокгольм) - Седертельє ІФ 3:1
- Седертельє СК - ІК «Стуре» (Стокгольм) 2:1
- УоІФ «Маттеуспойкарна» (Стокгольм) - ІК «Гермес» (Стокгольм) 2:0
- «Реймерсгольмс» ІК (Стокгольм) - ІК «Йота» (Стокгольм) 5:4
- АІК Стокгольм - «Юргорден» ІФ (Стокгольм) 6:1
- Нака СК - ІФК Марієфред 1:0
- ІФК Стокгольм - «Лілльянсгофс» ІФ (Стокгольм) 2:1

### Чвертьфінал
- АІК Стокгольм - ІФК Стокгольм 3:0
- «Карлбергс» БК (Стокгольм) - УоІФ «Маттеуспойкарна» (Стокгольм) 2:0
- «Гаммарбю» ІФ (Стокгольм) - Седертельє СК 2:1
- Нака СК - «Реймерсгольмс» ІК (Стокгольм) 1:0

### Півфінал
- АІК Стокгольм - «Карлбергс» БК (Стокгольм) 1:0
- «Гаммарбю» ІФ (Стокгольм) - Нака СК 1:0

### Фінал
- АІК Стокгольм - «Гаммарбю» ІФ (Стокгольм) 1:0